# جيمي ديكسون (سياسي)
جيمي ديكسون (بالإنجليزية: Jimmy Dixon)‏ هو سياسي أمريكي، ولد في 11 فبراير 1945 في الولايات المتحدة. حزبياً، نشط في الحزب الجمهوري. وقد انتخب عضو مجلس نواب كارولينا الشمالية.

## وصلات خارجية
- الموقع الرسمي